# Zagadka zamkniętego pokoju
Zagadka zamkniętego pokoju – podgatunek powieści detektywistycznej, w którym zbrodnia wydaje się być popełniona w niewytłumaczalnych okolicznościach. Gatunek swoją nazwę zawdzięcza często wykorzystywanemu motywowi zamkniętego pomieszczenia. W takim przypadku zwłoki znajduje się w zamkniętym od wewnątrz pokoju, z którego nie ma innej drogi ucieczki, a dalsze oględziny wykluczają samobójstwo. Zagadka zamkniętego pokoju nie zawsze ma miejsce w pomieszczeniu. Równie często wykorzystywanym tematem są ślady (a raczej ich brak) np. na śniegu. Tutaj z kolei zwłoki znalezione zostają na otwartej przestrzeni. Na śniegu widoczne jedynie ślady ofiary i - podobnie jak w poprzednim przypadku - czynności na miejscu zbrodni wykluczają samobójstwo. Dodatkowo sprawę komplikuje ustalenie, że śmierć zadana została z bliska.
Roger Caillois zauważa, że 'odkrycie winnego mniej w gruncie rzeczy waży niż sprowadzenie niemożliwego do możliwego […], nadprzyrodzonego do przyrodzonego'.
Za prekursora gatunku uznaje się nowelę Zabójstwo przy Rue Morgue Edgara Allana Poego, ale autorem najbardziej kojarzonym z terminem 'zagadka zamkniętego pokoju' jest John Dickson Carr. W 1981 roku 17 znawców powieści kryminalnej wytypowało listę najlepszych zagadek tego typu. W czołowej 10 znalazły się aż cztery pozycje Carra, a ranking otwiera jego powieść The Hollow Man. Inne czołowe pozycje tego gatunku to m.in. The King Is Dead autorstwa Ellery Queen czy Rim of The Pit Hake’a Talbota.